# ATI FireMV
Графические карты FireMV позиционируются как мультидисплейные (Multi-Display) 2D видеокарты с поддержкой 3D наряду с картами Radeon нижнего ценового диапазона. Являются прямыми конкурентами профессиональным видеокартам производства фирмы Matrox. Карты FireMV нацелены на корпоративное применение, требующее наличие нескольких дисплеев, подключённых к одному компьютеру. Карты FireMV можно использовать попарно, подключая в этом случае четыре дисплея при помощи VHDCI-коннектора, или поодиночке, подключая два дисплея при помощи DMS-59-коннектора.
Карты FireMV существуют в версиях для интерфейсов PCI и PCI Express.
Несмотря на то что эти карты позиционируются компанией ATI преимущественно как 2D карты, видеокарты FireMV 2250 поддерживают OpenGL 2.0 благодаря чипу RV515, на основе которого они производились.
FireMV 2260 стала первой картой среди рабочих 2D видеокарт, имеющей два разъёма DisplayPort и метку о поддержке DirectX 10.1.